# NGC 7535
NGC 7535 је спирална галаксија у сазвежђу Пегаз која се налази на NGC листи објеката дубоког неба.
Деклинација објекта је + 13° 34' 56" а ректасцензија 23h 14m 12,8s. Привидна величина (магнитуда) објекта NGC 7535 износи 13,6 а фотографска магнитуда 14,3. NGC 7535 је још познат и под ознакама UGC 12438, MCG 2-59-10, CGCG 431-23, PGC 70761.